# Station Maffle
Station Maffle is een spoorwegstation langs spoorlijn 90 (Jurbeke - Aat - Denderleeuw) in Maffle, een deelgemeente van de stad Aat. Het is nu een stopplaats. Men kan er kosteloos parkeren en er is een gratis fietsstalling.
Vroeger vertrok hier spoorlijn 100 (Maffle - Saint-Ghislain). Het station is integraal toegankelijk.

## Treindienst
| Serie       | Treinsoort          | Route                                                                        | Bijzonderheden                                                                      |
| ----------- | ------------------- | ---------------------------------------------------------------------------- | ----------------------------------------------------------------------------------- |
| L 4850      | L-trein (NMBS)      | Geraardsbergen – Aat – Maffle – Bergen – [ Doornik – Moeskroen ] / [ Quévy ] | Rijdt op werkdagen Geraardsbergen-Moeskroen. Rijdt in weekends Geraardsbergen-Quèvy |
| P 7580/8580 | Piekuurtrein (NMBS) | Aat – Maffle – Bergen – Doornik                                              | Rijdt alleen op werkdagen. Een trein verder naar Doornik.                           |

## Reizigerstellingen
De grafiek en tabel geven het gemiddeld aantal instappende reizigers weer op een week-, zater- en zondag.
| Tabel: aantal instappende reizigers station Maffle | Tabel: aantal instappende reizigers station Maffle | Tabel: aantal instappende reizigers station Maffle | Tabel: aantal instappende reizigers station Maffle |
|                                                    | Weekdag                                            | Zaterdag                                           | Zondag                                             |
| -------------------------------------------------- | -------------------------------------------------- | -------------------------------------------------- | -------------------------------------------------- |
| 1977                                               | 155                                                | 41                                                 | 31                                                 |
| 1978                                               | 155                                                | 30                                                 | 14                                                 |
| 1979                                               | 159                                                | 38                                                 | 15                                                 |
| 1980                                               | 109                                                | 34                                                 | 38                                                 |
| 1981                                               | 152                                                | 20                                                 | 8                                                  |
| 1982                                               | 87                                                 | 11                                                 | 16                                                 |
| 1983                                               | 100                                                | 8                                                  | 1                                                  |
| 1984                                               | 127                                                | 15                                                 | 16                                                 |
| 1985                                               | 111                                                | 19                                                 | 10                                                 |
| 1986                                               | 143                                                | 24                                                 | 16                                                 |
| 1987                                               | 142                                                | 42                                                 | 18                                                 |
| 1988                                               | 134                                                | 13                                                 | 14                                                 |
| 1989                                               | 117                                                | 27                                                 | 17                                                 |
| 1990                                               | 136                                                | 27                                                 | 21                                                 |
| 1991                                               | 89                                                 | 14                                                 | 19                                                 |
| 1992                                               | 115                                                | 25                                                 | 19                                                 |
| 1993                                               | -                                                  | -                                                  | -                                                  |
| 1994                                               | -                                                  | -                                                  | -                                                  |
| 1995                                               | 79                                                 | -                                                  | -                                                  |
| 1996                                               | 93                                                 | -                                                  | -                                                  |
| 1997                                               | 114                                                | -                                                  | -                                                  |
| 1998                                               | 95                                                 | -                                                  | -                                                  |
| 1999                                               | 90                                                 | -                                                  | -                                                  |
| 2000                                               | 101                                                | -                                                  | -                                                  |
| 2001                                               | 106                                                | -                                                  | -                                                  |
| 2002                                               | 126                                                | -                                                  | -                                                  |
| 2003                                               | 110                                                | 29                                                 | 20                                                 |
| 2004                                               | 126                                                | 6                                                  | 16                                                 |
| 2005                                               | 168                                                | 31                                                 | 22                                                 |
| 2006                                               | 139                                                | 20                                                 | 20                                                 |
| 2007                                               | 151                                                | 21                                                 | 16                                                 |
| 2008                                               | -                                                  | -                                                  | -                                                  |
| 2009                                               | 165                                                | 29                                                 | 11                                                 |
| 2010                                               | -                                                  | -                                                  | -                                                  |
| 2011                                               | -                                                  | -                                                  | -                                                  |
| 2012                                               | 154                                                | 20                                                 | 16                                                 |
| 2013                                               | 166                                                | 24                                                 | 17                                                 |
| 2014                                               | 188                                                | 23                                                 | 33                                                 |
| 2015                                               | 133                                                | 20                                                 | 19                                                 |
| 2016                                               | 152                                                | 18                                                 | 16                                                 |
| 2017                                               | 122                                                | 26                                                 | 23                                                 |
| 2018                                               | 134                                                | 41                                                 | 39                                                 |
| 2019                                               | 167                                                | 41                                                 | 30                                                 |
| 2020                                               | 87                                                 | 26                                                 | 22                                                 |
| 2021                                               | -                                                  | -                                                  | -                                                  |
| 2022                                               | 175                                                | 44                                                 | 47                                                 |
| 2023                                               | 161                                                | 100                                                | 72                                                 |
| 2024                                               | 170                                                | 73                                                 | 71                                                 |

0,0: Denderleeuw ·
1,9: Iddergem ·
4,4: Okegem ·
7,5: Ninove ·
10,2: Eichem ·
12,1: Appelterre ·
13,4: Zandbergen ·
16,1: Idegem ·
17,8: Schendelbeke ·
21,7: Geraardsbergen ·
23,2: Overboelare ·
26,3: Acren · 
28,7: Lessen ·
29,8: Houraing ·
31,8: Papignies ·
33,5: La Cavée ·
35,4: Rebaix ·
39,9: Aat ·
42,1: Maffle ·
45,0: Mévergnies-Attre ·
46,5: Brugelette ·
48,3: Cambron-Casteau ·
52,1: Lens ·
55,6: Jurbeke ·
58,0: Erbisœul ·
66,7: Baudour ·
71,8: Saint-Ghislain
0,0: Saint-Ghislain ·
5,5: Tertre ·
10,3: Villerot ·
12,1: Sirault ·
14,7: Neufmaison ·
16,1: Vaudignies-Neufmaison ·
17,2: Vaudignies ·
20,8: Chièvres ·
24,2: Maffle